# Don't Be Afraid of the Dark (film, 2011)
Pour les articles homonymes, voir Don't Be Afraid of the Dark.
Pour plus de détails, voir Fiche technique et Distribution.
Don't Be Afraid of the Dark ou N'aie pas peur du noir au Québec est un film d'horreur fantastique américano-mexicain réalisé par Troy Nixey, sorti en 2011. Guillermo del Toro est le scénariste et producteur de ce long-métrage.

## Synopsis
Après avoir emménagé dans sa nouvelle maison avec son père Alex (Guy Pearce) et sa compagne, Kim (Katie Holmes), Sally (Bailee Madison) entre en contact avec de "petites choses" comme elle les appelle en passant par une porte qui mène à une cave "secrète". Dans cette cave se trouve un trou pour les cendres qui a l'air de mener très profond sous terre, les voix qu'entend Sally ont l'air de sortir de ce trou. Ces choses n'arrêtent pas de lui parler lorsqu'elle est seule en utilisant ses failles émotionnelles, elles lui disent que ses parents ne veulent pas d'elle, qu'elles veulent être ses amis, etc. Petit à petit, elles deviennent plus pressantes, plus méchantes. Alors que, effrayée, Sally essaie de prévenir ses parents qui ne la croient pas, les "petites choses" s'acharnent sur elle en disant qu'elles meurent de faim. Mais le cauchemar commence vraiment quand le jardinier M.Harris se fait attaquer par ces "petites choses" et avait l'air de tout connaître d'elles. Car au bout d'un moment, Kim, s'inquiétant, va voir M.Harris et lui pose des questions. Il lui indique les coordonnées d'un ouvrage sur l'ancien propriétaire de la demeure.

## Fiche technique
- Titre original et français : Don't Be Afraid of the Dark
- Titre québécois : N'aie pas peur du noir
- Réalisation : Troy Nixey
- Scénario : Guillermo del Toro et Matthew Robbins
- Direction artistique : Roger Ford
- Décors : Lucinda Thomson
- Costumes : Wendy Chuck
- Photographie : Oliver Stapleton
- Montage : Jill Bilcock
- Musique : Marco Beltrami et Buck Sanders
- Production : Guillermo del Toro, Mark Johnson et Stephen Jones
- Sociétés de production : Gran Via, Miramax Films, Tequila Gang
- Sociétés de distribution :  FilmDistrict
- Budget : 12 500 000 de dollars
- Pays d'origine :  États-Unis,  Mexique
- Langue originale : anglais
- Format : couleur (Fujicolor) - 35 mm - 1 85:1 - Dolby numérique
- Genre : horreur, fantastique
- Durée : 99 minutes
- Dates de sortie :
  -  États-Unis : 26 août 2011
  -  Belgique : 7 décembre 2011
  -  France : 6 juin 2012 (directement en DVD)

## Distribution

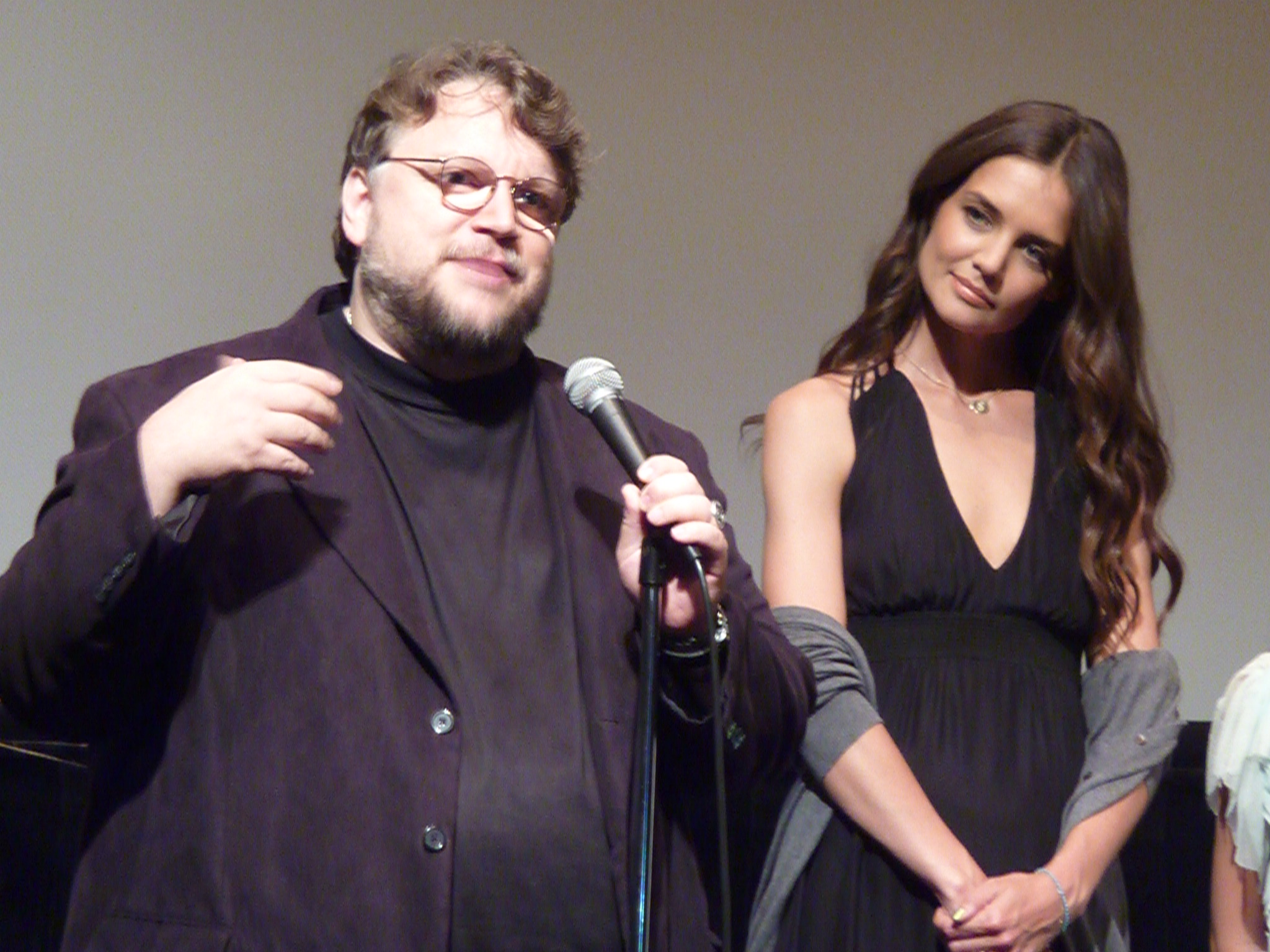
Le co-scénariste et producteur Guillermo del Toro et l'actrice principale Katie Holmes à une avant-première du film, fin 2011.

- Katie Holmes (VF : Alexandra Garijo ; VQ : Aline Pinsonneault[1]) : Kimberly « Kim »
- Guy Pearce (VF : Bruno Choël ; VQ : Daniel Picard) : Alex Hirst
- Bailee Madison (VF : Audrey Botbol ; VQ : Gabrielle Thouin) : Sally Hirst
- Jack Thompson (VF : Sylvain Lemarié ; VQ : Guy Nadon) : Harris
- Nicholas Bell (VF : Denis Boileau ; VQ : Pierre Auger) : le psychiatre
- Julia Blake (VF : Anne Plumet ; VQ : Élizabeth Lesieur) : Mme Underhill
- Garry McDonald (VF : Frédéric Cerdal ; VQ : Jacques Lavallée) : Blackwood
- James Mackay (VF : Taric Mehani) : Librarian
- Alan Dale (VF : Jacques Feyel) : Charles Jacoby

## Production
Don't Be Afraid of the Dark est le remake du téléfilm Les Créatures de l'ombre de 1973.
Guillermo Del Toro, producteur du film, fait une apparition à exactement 07 minutes 29 comme passager d'un avion.

## Accueil

### Réception critique
Don't Be Afraid of the Dark reçoit en majorité des critiques passables. L'agrégateur Rotten Tomatoes rapporte que 59 % des 116 critiques ont donné un avis positif sur le film, avec une moyenne passable de 6/10 . L'agrégateur Metacritic donne une note de 56 sur 100 indiquant des « critiques mitigées » .

### Box-office
Bien que modeste, le film est un succès financier rapportant sur le sol américain la somme de 24 046 682 dollars en 12 semaines d'exploitation et 14 222 847 dollars dans le reste du monde pour un cumul de plus de 38 millions de dollars.
| Pays ou région | Box-office   | Date d'arrêt du box-office | Nombre de semaines |
| -------------- | ------------ | -------------------------- | ------------------ |
| Mondial        | 38 269 529 $ | 17 novembre 2011           | 12                 |